# Oncidium cinnamomeum
Oncidium cinnamomeum är en orkidéart som först beskrevs av Robert Warner och Benjamin Samuel Williams, och fick sitt nu gällande namn av Mark W. Chase och Norris Hagan Williams. Oncidium cinnamomeum ingår i släktet Oncidium och familjen orkidéer. Inga underarter finns listade i Catalogue of Life.

## Bildgalleri

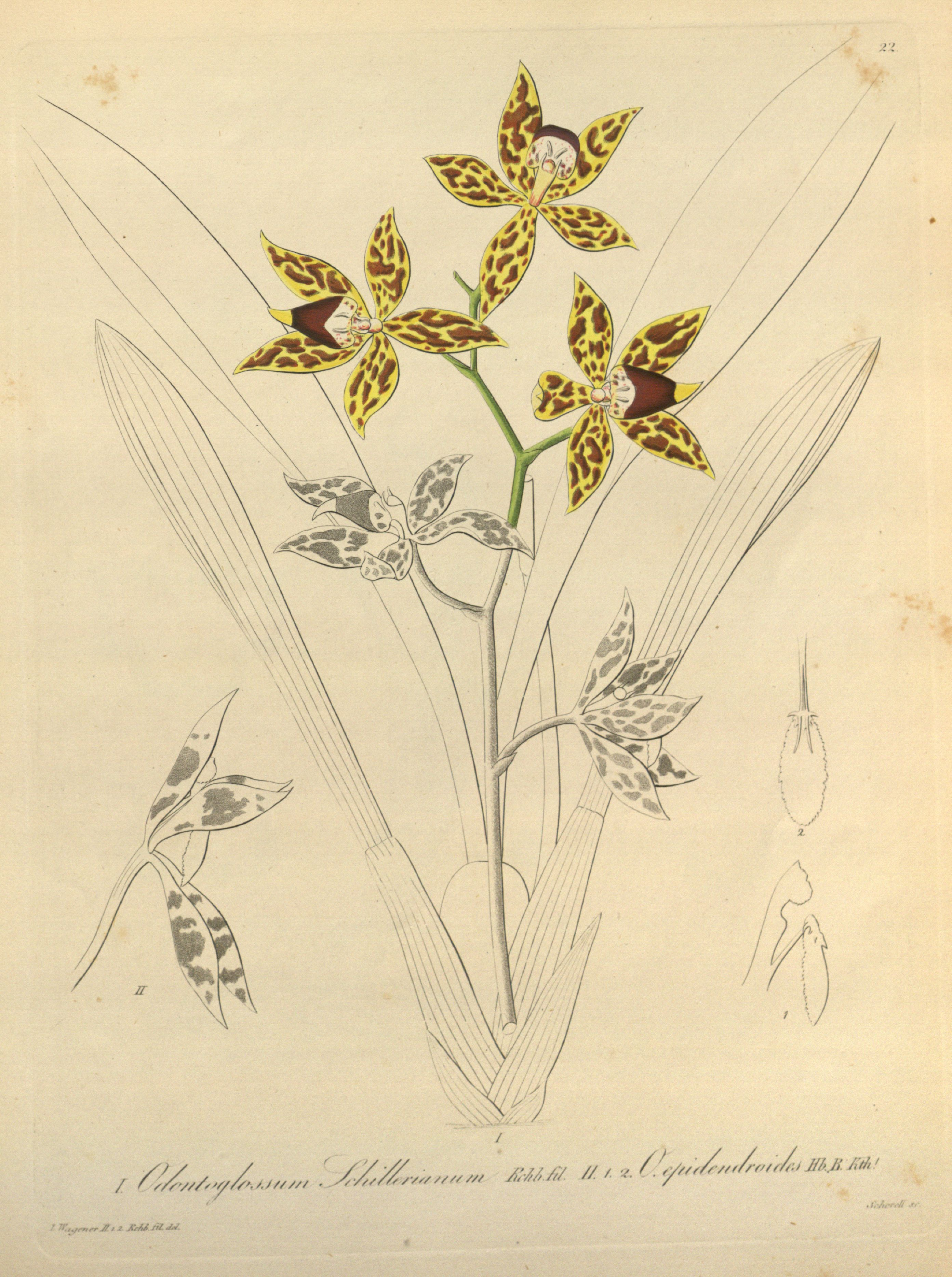